# 田中充 (外野手)
田中 充（たなか みつる、1979年9月6日 - ）は、京都府京都市出身の元プロ野球選手（外野手）、野球指導者。2007年のみ登録名はミツル。

## 来歴・人物
小学4年の時に野球を始め、中学時代はエースで4番だった。
西京商業高校時代は、1年夏に一塁手となり、2年から中堅手でレギュラーとなる。「古都のゴジラ」と呼ばれていた強打者だった。高校通算20本塁打。
1997年のドラフト4位で横浜ベイスターズに入団。背番号51を同年の首位打者であった鈴木尚典より受け継ぎ、バットコントロールも良いことから、後継者として期待されていた。
しかし、プロとしては非力さが目立ち、中距離打者としてのスタイルをつかむまでに試行錯誤を繰り返すこととなった。加えて故障もあり、一軍定着はおろか一軍昇格も出来ない年が続いた。
2002年に初めて一軍に昇格し、2本の安打を記録した。その後、2003年、2006年にも一軍で打席に立ったが、ヒットを打つことなく短期間でファーム落ちした。ファームでは、走・攻・守の三拍子揃った外野手としてレギュラーを確保していたが、一軍ではその力を発揮できなかった。
2007年からは、鈴木尚（鈴木尚典より登録名を変更）が背番号を51に戻すのに伴って0に変更となった。同時に登録名を本名の田中充から「ミツル」に変更した。しかし、下窪陽介、下園辰哉の入団や内川聖一の外野手転向によって外野の層が厚くなり、一軍昇格がないまま同年10月に戦力外通告を受け退団。同年11月25日に行われた湘南シーレックスのファン感謝のイベント「シーレックスフェスタ」に、既に退団が決定していたが「ファンの皆さんに感謝の気持ちを伝えたい」と特別に参加。イベント中に行われたホームラン競争で「代打」として登場し見事な一発を放った。その後、チームメイトに胴上げされた。
2008年からは社会人野球のパナソニックでプレーし、一時レギュラーを張っていたが、2009年シーズン限りで退団した。パナソニック退社後は、関西外国語大学硬式野球部にてコーチを務める。その後打撃コーチとしてパナソニックに復帰したが、2019年度限りで退団している。

## 詳細情報

### 年度別打撃成績
| 年 度     | 球 団     | 試 合 | 打 席 | 打 数 | 得 点 | 安 打 | 二 塁 打 | 三 塁 打 | 本 塁 打 | 塁 打 | 打 点 | 盗 塁 | 盗 塁 死 | 犠 打 | 犠 飛 | 四 球 | 敬 遠 | 死 球 | 三 振 | 併 殺 打 | 打 率 | 出 塁 率 | 長 打 率 | O P S |
| --------- | --------- | ----- | ----- | ----- | ----- | ----- | -------- | -------- | -------- | ----- | ----- | ----- | -------- | ----- | ----- | ----- | ----- | ----- | ----- | -------- | ----- | -------- | -------- | ----- |
| 2002      | 横浜      | 17    | 20    | 20    | 0     | 2     | 0        | 0        | 0        | 2     | 0     | 0     | 0        | 0     | 0     | 0     | 0     | 0     | 9     | 0        | .100  | .100     | .100     | .200  |
| 2003      | 横浜      | 1     | 1     | 1     | 0     | 0     | 0        | 0        | 0        | 0     | 0     | 0     | 0        | 0     | 0     | 0     | 0     | 0     | 1     | 0        | .000  | .000     | .000     | .000  |
| 2006      | 横浜      | 9     | 8     | 7     | 0     | 0     | 0        | 0        | 0        | 0     | 0     | 0     | 0        | 0     | 0     | 1     | 0     | 0     | 2     | 1        | .000  | .125     | .000     | .125  |
| 通算：3年 | 通算：3年 | 27    | 29    | 28    | 0     | 2     | 0        | 0        | 0        | 2     | 0     | 0     | 0        | 0     | 0     | 1     | 0     | 0     | 12    | 1        | .071  | .103     | .071     | .175  |

### 記録
- 初出場：2002年4月2日、対阪神タイガース1回戦（横浜スタジアム）、6回裏に谷口邦幸の代打で出場
- 初安打：2002年5月4日、対読売ジャイアンツ8回戦（横浜スタジアム）、5回裏に杉本友の代打で出場、上原浩治から右前安打
- 初先発出場：2002年5月8日、対広島東洋カープ5回戦（広島市民球場）、7番・右翼手として先発出場

### 背番号
- 51 （1998年 - 2006,2018年）
- 0 （2007年）
- 29 （2008年 - 2009年）

### 登録名
- 田中 充 （たなか みつる、1998年 - 2006年）
- ミツル （2007年）